# Cherri Pancake
Cherri M. Pancake est une ethnographe et informaticienne américaine. Elle est professeure de génie électrique et d'informatique à l' université d'État de l'Oregon, et directrice de la Northwest Alliance for Computational Science & Engineering. Elle est connue pour ses travaux pionniers sur l'ergonomie informatique pour le calcul à haute performance. En 2018, elle est élue pour un mandat de deux ans à la présidence de l'Association for Computing Machinery.

## Biographie

### Éducation
Pancake obtient une licence en conception environnementale à l'université Cornell. Elle  étudie ensuite l'anthropologie à l'université d'État de Louisiane. Après avoir travaillé pour le Peace Corps au Pérou, elle passe dix ans au Guatemala à étudier les peuples mayas ; pendant ces années, elle est conservatrice du musée Ixchel des textiles et vêtements autochtones. Les troubles politiques au Guatemala au début des années 1980 l'amènent à retourner aux États-Unis, où elle devient la première femme étudiante diplômée en ingénierie à l'université d'Auburn. Elle soutient sa thèse de doctorat en génie informatique en 1986.

### Carrière et recherche
Pendant 10 ans, Pancake partage son temps entre l'université (d'abord à Auburn, puis à l'Oregon State) et en tant que scientifique invité au Cornell Theory Center. Elle réalise les premières études d'utilisabilité d'outils logiciels pour le calcul haute performance et trouve des méthodes pour améliorer l'utilisabilité de ces outils en se basant sur ses connaissances de la la perception des couleurs, du temps de réponse, de la mémoire à court terme et des erreurs de programmation.
Depuis plus de deux décennies, Pancake s'engage dans l'organisation de la conférence ACM / IEEE SC (Supercomputing), elle en est la présidente générale de SC99. Elle fonde le Parallel Tools Consortium en 1993 et mène des recherches dans le domaine de qualité logicielle. En 2011, elle fonde le SIGHPC, un groupe de l'Association for Computing Machinery sur le calcul à haute performance et en est la présidente jusqu'en 2016, date à laquelle elle est élue vice-présidente de l'Association for Computing Machinery . Elle y est élue présidente en 2018. En collaboration avec les dirigeants d'Intel Corporation, elle crée les bourses ACM SIGHPC / Intel Computational & Data Science pour accroître la diversité dans le domaine informatique.

## Récompenses et honneurs
Pancake est élue membre de l'Association for Computing Machinery en 2001 « pour ses contributions de leadership à l'utilisabilité des outils de calcul haute performance », et devient membre de l'Institute of Electrical and Electronics Engineers (IEEE) en 2003. Elle reçoit le prix Women of Achievement de l'Oregon en 2006.